# 子华子
《子華子》是一本收入於道藏太清部的道家典籍，該典籍全冊十卷，原題晉人程本著。

## 作者
作者真實身分經考證極可能為宋代人士。

## 內容
該書揉合儒、釋、老莊思想，雜論天地陰陽、養生之道、歷史典故。
朱熹在《偶讀漫記》曾評論「其辭故為艱澀而理實淺近，其體務為高古而氣實輕浮」。

## 連結
- 子華子、尹文子、慎子 - 中國哲學書電子化計劃 （页面存档备份，存于）